# Ruggero Settimo
Ruggero Settimo (Palermo, 19 maggio 1778 – La Valletta, 2 maggio 1863) è stato un ammiraglio e politico italiano, cittadino del Regno di Sicilia.
Seguì con entusiasmo il movimento liberale. Caldeggiò la promulgazione della costituzione del 1812 e fu ministro della marina del Regno di Sicilia. Si dimise subito dopo l'abrogazione della Costituzione siciliana. Durante la rivoluzione siciliana del 1848 fu capo del governo.

## Biografia

### Formazione giovanile
Ruggero Settimo nacque a Palermo da una famiglia di origine nobiliare, appartenente alla famiglia dei principi di Fitalia e dei marchesi di Giarratana, da Traiano, principe di Fitalia e marchese di Giarratana, e da Maria Teresa Naselli, principessa di Aragona.
Si formò presso l'Accademia Borbonica della Real Marina delle Due Sicilie di Napoli e diventò nel 1793 ufficiale della flotta borbonica; combatté i corsari barbareschi.
Combatté a fianco della flotta inglese nel mar Mediterraneo contro i francesi di Napoleone Bonaparte. Riconquistò l'isola di Malta e difese la città di Gaeta.

### La carriera politica
Nel 1811 per problemi di salute si ritirò dalla carriera di marina per darsi alla politica, dove in poco tempo diventò il maggiore esponente del partito liberale siciliano e fu Ministro della Marina (1812-13) e della Guerra (1813-14) del Regno di Sicilia (1735-1816).
Dopo il ritorno di Ferdinando I di Borbone, andò all'opposizione e fu tra coloro che chiesero il ripristino della Costituzione siciliana del 1812, soppressa nel 1816.

#### La rivolta del 1820
Durante i Moti del 1820-1821, Settimo fece parte del governo provvisorio di Palermo insieme al principe di Villafranca, Gaetano Bonanno, Padre Palermo dell'Ordine dei Teatini, il colonnello Resquens, il marchese Raddusa e Giuseppe Tortorici.
Lo stesso governo provvisorio aveva, seppur momentaneamente, dichiarato l'indipendenza da Napoli.
Lo stesso Settimo fu indicato come luogotenente della giunta provvisoria, ma rifiutò e la offrì al principe della Scaletta e fu tra i membri della giunta provvisoria di governo. Si mise ai voti la scelta indipendentista, e i due terzi dell'isola si espressero favorevolmente.
Il 7 novembre 1820 il Borbone inviò un esercito agli ordini di Florestano Pepe (poi sostituito dal generale Pietro Colletta) che riconquistò la Sicilia attraverso lotte sanguinose e ristabilì la monarchia assoluta risottomettendo la Sicilia a Napoli. Settimo accettò di far parte del decurionato di Palermo che il 14 aprile 1821 firmò "l'atto di soggezione", che valse ad alienargli allora l'animo dei liberali siciliani.
Lasciò la vita politica e si dedicò alla salute pubblica: dopo la morte del principe di Castelnuovo, "il valoroso comandante non si estranea completamente dalla vita pubblica tanto che nel 1837, ad esempio, in occasione dello scoppio del colera in Sicilia accetterà la carica di deputato straordinario del supremo magistrato di salute pubblica. Tuttavia, si incrinano proprio in questa occasione le speranze di una parte del ceto politico siciliano di arrivare ad una qualsiasi forma di collaborazione con la monarchia borbonica, nel clima generale di fiducia che la salita al trono di Ferdinando II nel 1830 aveva determinato. Proprio la terribile esperienza del colera e dei moti violenti che lo accompagnano mostrano, infatti, il progressivo sgretolamento di queste illusioni, sino a rivelare di li a poco l'estraneità di buona parte del mondo politico siciliano verso il governo borbonico".
Il 14 novembre 1847, adempiendo alle volontà testamentarie di Carlo Cottone, Ruggero Settimo inaugurò l'apertura dell'Istituto Agrario di Palermo presso Villa Castelnuovo.

#### Capo del governo siciliano nel 1848
Ruggero Settimo è stato uno dei protagonisti della Rivoluzione siciliana del 1848, e il 2 febbraio fu presidente del comitato insurrezionale, con Mariano Stabile segretario generale.
Appoggiò sia le idee repubblicane di Pasquale Calvi, sia quelle filo-monarchiche di Vincenzo Fardella di Torrearsa. Nel marzo di quell'anno per le sue idee liberali venne scelto dal parlamento siciliano come presidente del consiglio del governo siciliano. Il 10 maggio dello stesso anno era stato dichiarato "padre della patria siciliana", e il 10 luglio nominato tenente generale dell'Esercito Nazionale Siciliano.
I liberali come Pasquale Calvi e lo stesso Settimo appoggiarono una Sicilia indipendente da Napoli e confederata secondo l'idea di Gioberti alla condizione, però, che fosse rispettata la Costituzione Siciliana. Fu famoso per il fervore con cui incitò il popolo siciliano durante l'insurrezione, al quale scrisse una lettera per esortarlo:
Palermo, 17 gennaio 1848»
()

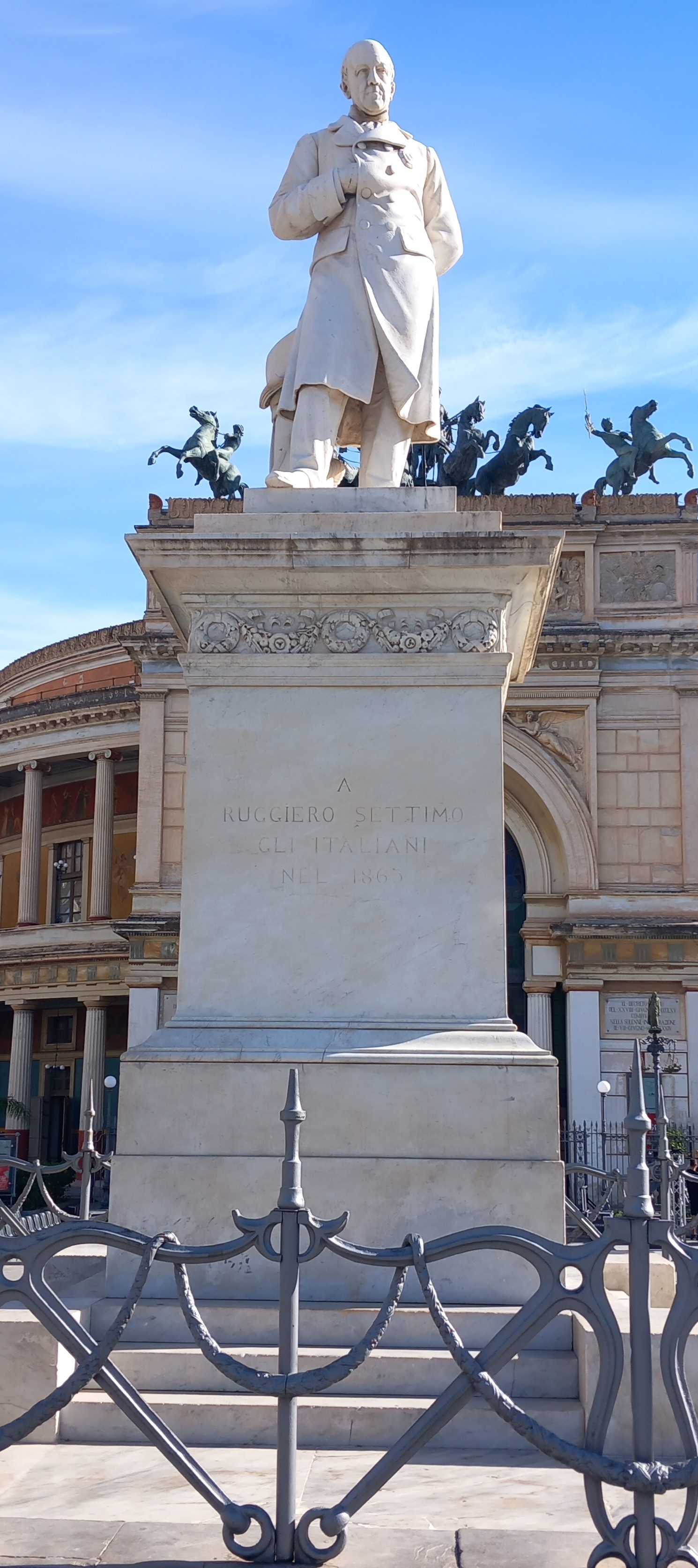
Statua di Ruggero Settimo a Palermo

Alla fine il Parlamento scelse di offrire la corona dell'isola al duca di Genova Ferdinando di Savoia che sarebbe diventato re dell'isola con il nome di Alberto Amedeo I di Sicilia, ma questi non accettò.
Si continuò, ma invano, la ricerca di un nuovo regnante.
La Sicilia, dopo il rifiuto del duca di Genova, ebbe un governo senza carica centrale e diventò instabile. Nel febbraio 1849 a Ruggero Settimo successe alla guida del governo il principe di Butera, Pietro Lanza.
Ferdinando II delle Due Sicilie inviò 16 000 uomini contro l'isola per riconquistarla.
Il 15 maggio 1849 cadde Palermo e con essa l'intera isola: le speranze di tenere in vita uno stato indipendente svanirono a questo punto infatti definitivamente.
I vertici della rivoluzione andarono in esilio e Ruggero Settimo, escluso dall'amnistia, fuggì a Malta (allora territorio britannico), con la nave HMS Bulldog, dove venne accolto con gli onori di un capo di Stato.

#### Presidente del Senato d'Italia

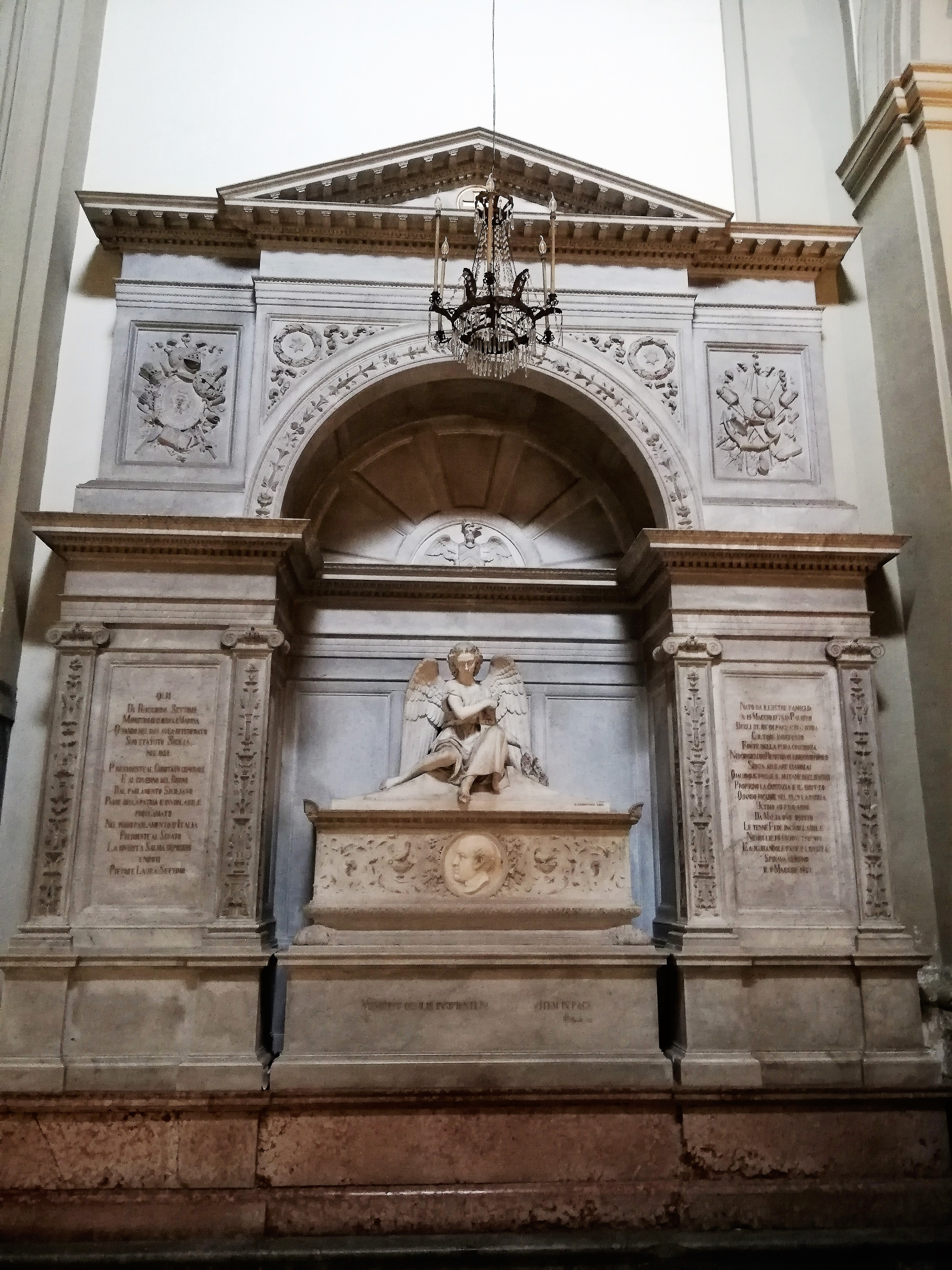
Monumento a Ruggero Settimo nella chiesa di san Domenico

Lo statista siciliano trascorse con malinconia in quell'isola gli anni dell'esilio, dal quale tornò non appena la sua Sicilia venne annessa al neonato Regno d'Italia nell'ottobre 1860. Nel maggio 1860, poche ore dopo aver assunto la dittatura di Sicilia, a Salemi, Garibaldi invia delle accorate parole a Malta, all'indirizzo di Ruggero Settimo, invitandolo a tornare nell'isola, ma in quei giorni non poté farlo per ragioni di salute.
Approvò l'annessione al Regno d'Italia con il plebiscito e fu nominato senatore il 20 gennaio 1861.
A Settimo venne offerta la carica di presidente del nuovo Senato del Regno, che egli guidò dal febbraio 1861 fino alla morte, avvenuta a Malta nel 1863.
È sepolto nel Pantheon di Palermo, la chiesa di San Domenico, in un monumento progettato dall'ingegnere Ernesto Perez, con sculture realizzate da Domenico Costantino, in particolare l'angelo, e Salvatore Valenti.

## Riconoscimenti
Visse e operò alcuni anni a Caltanissetta, dove viene ricordato con il nome del Liceo Classico della città. A Palermo gli sono state dedicate una piazza, con annesso monumento, e una delle vie principali della città.
La Regia Marina gli ha intitolato il sommergibile Ruggiero Settimo in servizio dal 1932 al 1946.